# One for the Radio
"One for the Radio" (em português:  "Uma [Canção] para o Rádio") é o décimo quarto single do McFly, e o primeiro do seu quarto álbum Radio:Active, e da Super Records, sua nova gravadora.
É descrita pela banda como uma canção sobre a "luta constante para a aceitação da crítica". O videoclipe, dirigido por Steve Jocz, baterista da Sum 41, e filmado em Toronto, Canadá, estreou em 29 de Junho de 2008.

## Faixas
CD 1
1. One for the Radio (edição para rádio)
2. Do Ya (versão acústica)

CD 2
1. One for the Radio (edição para rádio)
2. Falling in Love (versão acústica)

CD 3
1. One for the Radio (edição para rádio)
2. POV (versão acústica)

DVD (exclusivamente por Townsend Records)
- 50 minutos de um filme do McFly na Austrália
- 2008 arena tour presale code

## Performance nas paradas musicais
| Chart                           | Posição |
| ------------------------------- | ------- |
| Irish Singles Chart             | 20      |
| UK Top 75 Singles               | 2       |
| UK Download Chart               | 16      |
| Terra Sonora:Punk Pop           | 12      |
| U.S. Billboard European Hot 100 | 12      |
| Euro 200 Singles Chart          | 29      |